# Tappsjöborrekaktus
Tappsjöborrekaktus  (Echinopsis tegeleriana) är en art i familjen kaktusväxter från Peru. Arten har en kraftig pålrot. Stammarna vanligen solitära, till 9 cm i diamter. Ribbor ca 16 med tydliga knölar.  Areoler avlånga. Taggar ca 12, mer eller mindre krökta, hornfärgade med mörkare spetsar, till 6 mm långa. Blommor röda till orange eller gula, med orangerosa svalg, till 4 cm långa.
Lättodlad krukväxt som skall placeras i full sol under hela året. Vattnas ca en gång per vecka april-maj till oktober. Vid mycket varm väderlek kan mera vatten ges. Ge kvävefattig gödning i små doser.  Övervintras svalt och torrt under november-mars. Temperaturen bör ligga på 10°C. Utan sval vintervila blommar inte kaktusen.

## Synonymer
För vetenskapliga synonymer, se Wikispecies.